# Saad Hariri
Saad Hariri (en árabe: سعد الدين رفيق الحريري‎; Riad, Arabia Saudita, 18 de abril de 1970) es un empresario y político libanés que se desempeñó como primer ministro del Líbano desde 2016 hasta 2020 cuando dimitió a causa de las protestas ciudadanas iniciadas en octubre de 2019, anteriormente estuvo en el cargo entre 2009 a 2011. Es hijo de Rafik Hariri, ex Primer ministro asesinado en 2005. Es también el líder del partido Movimiento del Futuro desde 2005.  

## Carrera política
Es el líder del partido político Movimiento del Futuro, integrante de la Alianza del 14 de marzo (cada confesión religiosa en Líbano tiene varios partidos y estos se agrupan en dos grandes bloques el otro de los cuales es la Alianza del 8 de marzo).
Tradicionalmente se le considera alineado con Arabia Saudita, Francia y EE. UU.
En 2015-2016, la empresa saudí Oger (fundada por su padre y de la que se hizo cargo de la dirección) se vio afectada por graves dificultades financieras, que se tradujeron en frecuentes suspensiones de los salarios de los empleados, en particular de los de Asia oriental. Esta situación también tiene repercusiones en el[Movimiento Futuro] y en otras ramas del imperio Hariri en el Líbano.

### Primer ministro libanés
Como el candidato sunita más votado Hariri recibió el encargo de formar gobierno del presidente maronita Michel Suleiman, sin mayoría absoluta, en las elecciones de junio de 2009. Sin embargo renunció ante la imposibilidad de formar un gobierno de coalición con sus rivales de la Alianza del 8 de marzo (con fuerte respaldo entre los cristianos y chiitas libaneses).
Finalmente, tras ser propuesto de nuevo para el cargo, pudo formar un gobierno de coalición en noviembre. En su gobierno quince ministros pertenecerían a la coalición que el apoyo en las elecciones, diez a la oposición y otros cinco serían nombrados por el presidente Sleiman.
Esta solución fue apoyada ampliamente en el parlamento, 122 votos de 128 posibles, aunque sólo después de asegurar que no se desarmaría a Hezbolá. Ocupó el cargo de Primer ministro de Líbano desde el 9 de noviembre de 2009 hasta el 12 de enero de 2011. 
El 18 de diciembre de 2016 fue nuevamente elegido primer ministro de Líbano. En menos de un año de segundo mandato, Hariri dimitió como primer ministro el 4 de noviembre de 2017 tras un comunicado realizado en Arabia Saudí, al que dijo haber viajado tras una conspiración para asesinarle de Hezbolá y los grupos opositores chiitas. Sin embargo, el 5 de diciembre del mismo año retiró su dimisión y volvió a ejercer su cargo de primer ministro.
Sus detractores la acusan de estar al servicio de Arabia Saudita, cuyas decisiones aprueba incondicionalmente, incluidas las sanciones contra el Líbano.
El 22 de octubre de 2020 volvió a ser nombrado primer ministro después de varios intentos frustrados de gobierno en Líbano a causa de la crisis política y económica tras las protestas protestas ciudadanas iniciadas en octubre de 2019 por el alza de impuestos y la corrupción del país y la explosión del puerto de Beirut de agosto de 2020 que provocó más de 200 muertos y 6500 heridos.

## Vida personal
Nacido en 1970 en Riad (Arabia Saudí) es el segundo hijo del primer ministro asesinado libanés Rafic Hariri y su primera esposa, la iraquí Nidal Bustani. Tiene un hermano mayor, Bahaa Hariri (nacido en 1967) y otro hermano, Houssam Hariri, que murió joven en un accidente de tráfico. Después de que sus padres se divorciaron, su padre se casó con Nazik Hariri (nacida Nazik Audi) en 1976. Saad Hariri tiene dos medios hermanos y una media hermana del segundo matrimonio de su padre: Ayman Hariri, hermano (nacido en 1978), Fahd Hariri, hermano (nacido en 1980/81) y Hind Hariri, una hermana (nacida en 1984).
Hariri tiene múltiples ciudadanías: libanesa, saudita y francesa. Se casó con Lara Al Azem en 1998. Su esposa es la hija de Bashir Al Azem, un influyente y rico magnate de la construcción sirio. Saad Hariri tiene tres hijos: Houssam (n. 1999), Loulwa (n. 2001) y Abdulaziz (n. 2005).
Vivió en París de 2011 a 2014 por razones de seguridad, pero regresó al Líbano el 8 de agosto de 2014.
En 2011, la revista Forbes publicó que era la persona 595ª más rica del mundo con un patrimonio neto de dos mil millones de dólares. A partir del 15 de noviembre de 2017, su patrimonio neto se estimó en 1 mil millones de dólares.

## Distinciones
En 2007 fue galardonado con la distinción de la Legión de Honor por el presidente francés Jacques Chirac.